# Hedeskoga
Hedeskoga é uma localidade da Suécia, situada na província histórica da Escânia.

Tem cerca de 282 habitantes, e pertence à Comuna de Ystad.

Está situada a 3 km a norte de Ystad.